# 松平宗发
松平 宗发（／ Matsudaira Muneakira，1782年8月10日—1840年9月20日）是日本江户时代后期的大名、老中，丹后宫津藩的第五代藩主。本庄松平家第八代家主。
为宫津藩第三代藩主松平资承的第三子，同时也是第四代藩主松平宗允之弟。官位为从四位下、伯耆守、侍从。

## 生平
历任奏者番、寺社奉行、大坂城代、京都所司代后，就任为老中。为恢复宫津藩的财政实施了称作“万人讲”的政策。所谓“万人讲”，即是让藩内领民每天存3文钱，每月庄屋受取上缴的政策。该政策遭到各地反对，发生了大量骚乱事件，因此于文政2年（1822年）废除。松平宗发逝世后，其养子松平宗秀（第四代藩主松平宗允的第三子）即位。